# Pectiniunguis krausi
Pectiniunguis krausi is een duizendpotensoort uit de familie van de Schendylidae. De wetenschappelijke naam van de soort is voor het eerst geldig gepubliceerd in 1992 door Shear & Peck.